# Babaroaga, Argeș
Babaroaga este un sat în comuna Mozăceni din județul Argeș, Muntenia, România.